# Ángel Guido
Ángel Francisco Guido (29 de setembro de 1896 † 29 de maio de 1960) foi arquiteto, engenheiro, urbanista e historiados argentino, um dos criadores do Monumento Nacional a la Bandera e do Plan Regulador de 1935.

## Biografia
Guido nasceu em Rosário em 1896, estudou na Universidade Nacional de Córdoba, se graduou como engenheiro civil em 1920 e como arquiteto em 1921.
Morreu, também em Rosário, em 29 de maio de 1960. Seu corpo está enterrado no cemitério El Salvador.

## Monumento a la Bandera
Guido ficou conhecido por seu um dos criadores do Monumento Nacional a la Bandera. Em 1939, Guido ganho, junto com Alejandro Bustillo, um concurso de projetos que representa que ia ser construído. Assim, depois de 85 anos desde ele levar o Monumento pela primeira vez e de seus projetos frustrados, de 1872 e de 1909, a obra inauguro em 1957.

## Outras obras na cidade
Em arquitetura, Guido é considerado como um referente ao movimento neocolonial. Foi autor de inúmeras obras em todo mundo, e em Rosário se destacam a chamada Casa Fracassi, na qual pertenceu ao doutor Teodoro Fracassi, a sede do clube Gimnasia y Esgrima e o Montevideo 2112.